# Список українських енциклопедій (для дітей)
Список українських енциклопедій (енциклопедії для дітей)
- Дитяча енциклопедія українознавства. — Кн. 1: Україна земля моїх батьків. За заг. ред. Юрія Сірого. Нью-Йорк, 1952. — 64 с. (DJVU)
- Дитяча енциклопедія українознавства. — Кн. 3: Слава не поляже. Козаччина. За заг. ред. Б. Гошовського; При співуч. Р. Завадовича. — Торонто; Нью-Йорк, 1961. — 126 с. (PDF)
- Словник юного космонавта / Упоряд. М. Ратушний, ред. Н. Ф. Джинджириста. — К. : Веселка, 1964. — 294 с.
- Енциклопедія українознавства для школярів і студентів / Авт.-упоряд. В. В. Оліфіренко та ін. — Донецьк: Сталкер, 2001. — 494 с.: ілюстр. — (Золота криниця знань). — ISBN 966-596-247-7
- Україна та українці: шкільна енциклопедія народознавства. — Донецьк: БАО, 2009. — 256 c.: іл. — ISBN 978-966-481-243-3
- Велика ілюстрована енциклопедія України / В. К. Борисенко та ін. — К. : Махаон-Україна, 2009. — 504 с.: іл. — ISBN 978-966-605-887-7
- Моя Україна. Ілюстрована енциклопедія для дітей. — Харків: Ранок: Веста, 2006. — (Серія «Я пізнаю світ») (PDF-файл [Архівовано 6 березня 2016 у Wayback Machine.])[1]
- Українська література (до 20-х рр. XX ст.). Із вершин і низин : Дитяча енциклопедія - К. : Школа, 2006 -  592 с. : іл. -( Серія "Я пізнаю світ"). - ISBN 9666613822 (("Школа")).
- Франко від А до Я: абетка-енциклопедія / Б. Тихолоз, Н. Тихолоз. Іл. Р. Романишин, А. Лесів. — Львів: Видавництво старого лева, 2016. — 72 с. — ISBN 978-617-679-302-1[2]
- Великий енциклопедичний ілюстрований словник: [18 000 наук. ст. та іл. / Богатиренко В. В., Зав'язкіна Т. І., Меженко Ю. С. та ін. ; пер. з рос. Данилюка І. Г. — Донецьк: ВКФ «БАО», 2012. — 767 с., [16] арк. іл. : іл., портр. — 2000 пр. — ISBN 978-966-481-712-4. — ISBN 978-966-481-701-8 (у паліт.)
- Цікава історія: мала історична енциклопедія для допитливих / Н. І. Ольхіна, І. М. Рибак. — Донецьк: БАО, 2007. — 304 с. — 5050 екз. — ISBN 978-966-96444-6-6
- Путівник юного історика: постаті, події, поняття / уклад. Л. Котенко. — Житомир: Волинь, 2002. — 512 с.
- Всесвітня історія : повна ілюстрована енциклопедія / Джейн Бінгем, Фіона Чандлер, Сем Таплін ; пер. з англ. [А. Гречки, Н. Лавської, О. Мартинюк]. - Київ : Країна мрій, 2010. -  415 с. : іл., карти. - ISBN 9789664240137.
- Словник культурної грамотності: Дітям від 10 до 14 років / С. В. Боронін ; ред. В. М. Барташ ; худож. О. В. Кандауров. — К. : Біота, 2001. — 206 с.: іл.
- Енциклопедія мистецтва: дитячий довідник: для дітей серед. шк. віку / Редкол.: Г. Б. Мунін, О. В. Сапура, Г. В. Карасьова. – Київ: Агентство по розповсюдженню друку, 2015. — 114 с. : іл. — 2000 пр. — ISBN 978-966-96674-1-0[3]
- Театр і кіно: для дітей серед. шк. віку / авт.-упоряд. О. Є. Балазанова. — Харків: Фоліо, 2015. — 315, [1] с. : іл. — (Дитяча енциклопедія). — 2000 екз. — ISBN 978-966-03-7234-4. — ISBN 978-966-03-5622-1 (Дитяча енциклопедія)
- Правова енциклопедія школяра / В. В. Головченко, В. С. Ковальський, Л. О. Лоха. — Київ: Юрінком Інтер, 2006 . — 439 с. — ISBN 966-667-195-6[4][5]
- Криміналістика для дітей (середнього та старшого шкільного віку) : довідник / В. Ю. Шепітько. – Харків : Апостіль, 2016. – 108 с.
- Гідросфера. Вода і водойми: Енциклопедія для дітей / І. В. Грущинська, Н. С. Коваль. — Тернопіль: Навчальна книга — Богдан, 2014. — 176 с. — ISBN 978-966-10-0698-9 (PDF [Архівовано 13 квітня 2016 у Wayback Machine.])
- Культури світу: ілюстрована енциклопедія для дітей: для мол. та серед. шк. віку / Т. І. Лагунова. — Харків: Веста: Ранок, 2006. — 128 с. : ілюстр. ; 26 см — (Я пізнаю світ). — 5000 пр. — ISBN 966-08-0945-X
- Всесвітня спадщина людства: ілюстрована енциклопедія для дітей / А. А. Клімов. — Х. : Ранок, 2008. — 128 с.: іл. — (Серія «Я пізнаю світ»). — ISBN 978-966-672-184-9
- Медицина: для дітей серед. шк. віку / авт.-упоряд.: В. М. Скляренко та ін. — Х. : Фоліо, 2009. — 315 с. : іл. — (Дитяча енциклопедія). — 1300 пр. — ISBN 978-966-03-4106-7
- Видатні наукові відкриття: для дітей серед. шк. віку / авт.-упоряд. В. М. Скляренко та ін. — Х. : Фоліо, 2007. — 319 c.: іл. — (Дитяча енциклопедія). — ISBN 978-966-03-3960-6
- Географія: для дітей серед. шк. віку / Авт.-упоряд. : М. О. Володарська. — Х. : Фоліо, 2002. — 318 с. : іл. — (Дитяча енциклопедія). — ISBN 966-03-1819-7
- Література: для дітей серед. шк. віку / Авт.-упоряд. : О. К. Васильєва, Ю. С. Пернатьєв. — Х. : Фоліо, 2003. — 318 c. : іл. — (Дитяча енциклопедія). — ISBN 966-03-1885-5
- Музика: для дітей серед. шк. віку / авт.-упоряд. М. О. Володарська, Є. С. Каневський ; худож.-іл. Г. В. Беззубова ; худож.-оформ. Л. Д. Киркач-Осипова. — Харків: Фоліо, 2005. — 319 с. : ілюстр. — (Дитяча енциклопедія). — 4000 пр. — ISBN 966-03-2991-1
- Архітектура: для дітей серед.шк.віку / Авт.-упоряд. Н. Ю. Безпалова. — Х. : Фоліо, 2002. — 318 c. : іл. — (Дитяча енциклопедія). — ISBN 966-03-1880-4
- Замки: повна ілюстрована енциклопедія: для дітей 7-14 років: пер. с англ. / Леслі Сімс; Пер. Віра Наливана.– К. : Країна мрій, 2008. — 104 с. : іл. — 4 000 пр. — ISBN 966-424-008-3
- Міфологія: для дітей серед. шк. віку / авт.-упоряд. Г. Е. Єрмановська ; худож.-іл. Г. В. Беззубова ; худож.-оформ. Л. Д. Киркач-Осипова. — Харків: Фоліо, 2005. — 319 с. : ілюстр. — (Дитяча енциклопедія). — 5000 пр. — ISBN 966-03-2902-4
- Археологія: для дітей серед. шк. віку / авт.-упоряд. Г. Е. Єрмановська ; худож.-іл. Г. В. Беззубова ; худож.-оформ. Л. Д. Киркач-Осипова. — Харків: Фоліо, 2005. — 319 с. : ілюстр. — (Дитяча енциклопедія). — 4000 пр. — ISBN 966-03-3009-X
- Країни світу. Європа. Азія. Африка. Америка. Австралія. Океанія: для дітей середнього шкільного віку: дитяча енциклопедія / Авт.-упоряд. Валентина Марківна Скляренко, Валентина Валентинівна Мирошнікова, Анастасія Сергіївна Шуклінова; Худож.-оформ. Л. Д. Киркач-Осипова.– Харків: Фоліо, 2007.– 511 с.– (Дитяча енциклопедія) — 4000 пр. — ISBN 978-966-03-3891-3
- Країни світу. Америка. Австралія. Океанія: для дітей серед. шк. віку / авт.-упоряд. В. М. Скляренко, В. В. Мирошнікова, А. С. Шуклінова, М. О. Панкова ; худож.-іл. Г. В. Беззубова ; худож.-оформ. Л. Д. Киркач-Осипова. — Харків: Фоліо, 2006. — 318 с. : ілюстр. — (Дитяча енциклопедія). — 3000 пр. — ISBN 966-03-3165-7
- Країни світу. Африка: для дітей серед. шк. віку / авт.-упоряд. В. М. Скляренко, В. В. Мирошнікова, А. С. Шуклінова, М. О. Панкова ; худож.-іл. Г. В. Беззубова ; худож.-оформ. Л. Д. Киркач-Осипова. — Харків: Фоліо, 2006. — 318 с. : ілюстр. — (Дитяча енциклопедія). — 3000 пр. — ISBN 966-03-3104-5
- Країни світу. Азія: для дітей серед. шк. віку / авт.-упоряд. В. М. Скляренко, В. В. Мирошнікова, А. С. Шуклінова, М. О. Панкова ; худож.-іл. Г. В. Беззубова ; худож.-оформ. Л. Д. Киркач-Осипова. — Харків: Фоліо, 2006. — 319 с. : ілюстр. — (Дитяча енциклопедія). — 4000 пр. — ISBN 966-03-3103-7
- Країни світу. Європа: для дітей серед. шк. віку / авт.-упоряд. В. В. Мирошнікова, М. О. Панкова, В. М. Скляренко ; худож.-оформ. О. С. Юхтман. — Харків: Фоліо, 2006. — 319 с. : ілюстр. — (Дитяча енциклопедія). — 3000 пр. — ISBN 966-03-3277-7
- Україна: для дітей серед. шк.віку / Авт.-упоряд. В. М. Скляренко та ін. — Х. : Фоліо, 2003. — 319 c. — (Дитяча енциклопедія). — ISBN 966-03-1887-1
- Література України: для дітей серед. шк. віку / авт.-упоряд. В. М. Скляренко, Я. О. Батій ; худож.-іл. Г. В. Беззубова ; худож.-оформ. Л. Д. Киркач-Осипова. — Харків: Фоліо, 2006. — 319 с. : ілюстр. — (Дитяча енциклопедія). — 4000 пр. — ISBN 966-03-3353-6
- Історія України: для дітей серед. шк. віку / авт.-упоряд. А. Г. Чередниченко ; худож.-іл. Г. В. Беззубова ; худож.-оформ. І. В. Осипов. — Харків: Фоліо, 2004. — 319 с. : ілюстр. — (Дитяча енциклопедія). — 5000 пр. — ISBN 966-03-2645-9
- Загадки історії: для дітей серед. шк. віку / авт.-упоряд. Г. Е. Єрмановська ; худож.-іл. Г. В. Беззубова ; худож.-оформ. Л. Д. Киркач-Осипова. — Харків: Фоліо, 2005. — 318 с. : ілюстр. ; 22 см — (Дитяча енциклопедія). — 4000 пр. — ISBN 966-03-3164-9
- Історія речей: для дітей серед. шк. віку / авт.-упоряд. М. О. Панкова, В. М. Скляренко, Я. О. Батій ; худож.-іл. В. М. Юденков ; худож.-оформ. А. С. Ленчик. — Харків: Фоліо, 2005. — 319 с. : ілюстр. — (Дитяча енциклопедія). — 4000 пр. — ISBN 966-03-3197-5
- Історія давнього світу: енциклопедія: для дітей сер. шк. віку: пер. з італ. / Елеонора Барзотті; Пер. Н. В. Сумець, Н. Ю. Конєва. — Харків: Фактор, 2009. — 160 с. : іл. — 2000 пр. — ISBN 966-18-0017-4
- Світ давніх цивілізацій: енциклопедія / Андрій Анатолійович Клімов, Наталя Анатоліївна Соломадіна.– Харків: Ранок: Веста, 2008. — 288 с. : іл. — 5000 пр. — ISBN 966-08-3687-7
- Математика: для дітей серед. шк. віку / Уклад. : М. О. Володарська, Є. С. Каневський. — Х. : Фоліо, 2003. — 317 с: іл. — (Дитяча енциклопедія). — ISBN 966-03-1886-3
- Фізика: довідкове видання: для дітей серед. шк. віку / авт.-упоряд. С. В. Каплун ; худож.-іл. Г. В. Беззубова ; худож.-оформ. Л. Д. Киркач-Осипова. — Харків: Фоліо, 2005. — 319 с. : ілюстр. — (Дитяча енциклопедія). — 4000 пр. — ISBN 966-03-2656-4
- Інформатика: для дітей серед. шк. віку / упоряд. : В. М. Скляренко, О. В. Лисенко ; худож.-іл. Г. В. Беззубова; худож.-оформ. І. В. Осипов. — Харків: Фоліо, 2006. — 319 с. : ілюстр. — (Дитяча енциклопедія). — 10000 пр. — ISBN 966-03-3337-4
- Тварини: для дітей серед. шк. віку / Авт.-упоряд. Н. Ю. Безпалова, Ю. Г. Безпалов. — Х. : Фоліо, 2004. — 317 с. : іл. — (Дитяча енциклопедія). — ISBN 966-03-2283-6
- Рослини: для дітей серед. шк. віку / Авт.-упоряд. В. В. Мирошнікова, Д. С. Мирошнікова, М. О. Панкова. — Х. : Фоліо, 2004. — 318 с: іл. — (Дитяча енциклопедія). — ISBN 966-03-2368-9
- Динозаври: для дітей серед. шк. віку / Авт.-упоряд.: В. В. Мирошнікова, Д. С. Мирошнікова. — Х. : Фоліо, 2004. — 301 с: іл. — (Дитяча енциклопедія). — ISBN 966-03-2325-5
- Загадки природи: для серед. шк. віку / авт.-упоряд. В. М. Скляренко та ін. — Х. : Фоліо, 2007. — 318 с.: іл. — (Дитяча енциклопедія). — ISBN 978-966-03-4093-0
- Дива і таємниці живої природи: для серед. шкільного віку: енциклопедія: пер. з англ. / Елізабет Делбі; Пер. І. В. Андрущенко; Гол. ред. М. Городецька. — К. : Перо, 2008. — 128 с. — 6000 пр. — ISBN 966-462-008-3
- Енциклопедія дикої природи. Рекорди: для мол. та серед. шк. віку / О. В. Тихонов. — К. : Перо, 2009. — 128 с.: іл. — ISBN 978-966-462-310-7
- Автомобіль: для дітей серед. шк. віку / худож.-оформ. Б. Л. Бублик. — Харків: Фоліо, 2003. — 318 с. : ілюстр. — (Дитяча енциклопедія). — 10000 пр. — ISBN 966-03-1874-Х
- Історія автомобіля / С. А. Ковальов, М. В. Ковальова, Д. С. Шаповалов. — Харків: Mikko, 2012. — 159 с. : кольор. іл. — (Ілюстрована енциклопедія). — 3000 пр. — ISBN 978-617-588-083-8. — ISBN 978-617-588-081-4 (серія)
- Енциклопедія техніки для дітей / авт.-уклад. В. П. Товстий. — Х. : Промінь, 2008. — 272 с. : іл. — (Енциклопедія для дітей). — ISBN 979-966-8826-16-9
- Велика енциклопедія техніки: для дітей мол. шк. віку / Золотов А. та ін. — К. : Перо, 2009. — 288 с. : іл. — 3000 пр. — ISBN 978-966-462-332-9
- Чудеса техніки: ілюстрована енциклопедія для дітей: для мол. та серед. шк. віку / Ю. В. Грузін. — Харків: Веста: Ранок, 2005. — 128 с. : ілюстр. ; 26 см — (Я пізнаю світ). — 5000 пр. — ISBN 966-314-606-0
- Спорт: для дітей серед. шк. віку / авт.-упоряд. М. О. Володарська, Є. С. Каневський ; худож.-оформ. І. В. Осипов. — Харків: Фоліо, 2004. — 317 с. : ілюстр. — (Дитяча енциклопедія). — 4000 пр. — ISBN 966-03-2284-4
- Спорт: енциклопедія: для дітей серед. шк. віку / Авт.-упоряд. Марина Олександрівна Володарська, Євген Семенович Канєвський; Худож.-оформ. І. В. Осипов.– Сімферополь: Таврида, 2012.– 316,[1] с. : [16] с. іл.– (Дитяча енциклопедія). — 3 000 пр.– ISBN 978-966-584-055-8
- Етикет: для дітей серед. шк. віку / упоряд. В. М. Скляренко, М. О. Панкова ; худож. Г. В. Беззубова ; худож.-оформ. Л. Д. Киркач-Осипова. — Харків: Фоліо, 2006. — 317 с. : ілюстр. — (Дитяча енциклопедія). — 4000 пр. — ISBN 966-03-3175-4
- Океани, кораблі, люди: енциклопедія / Т. А. Коханій. — Харків: Ранок, 2009. — 331, [4] с. : кольор. іл. — 1500 екз. — ISBN 978-966-08-3830-7
- Підводний світ: для дітей серед. шк. віку / авт.-упоряд. М. О. Панкова, І. Ю. Романенко ; худож.-іл. Г. В. Беззубова ; худож.-оформ. Л. Д. Киркач-Осипова. — Харків: Фоліо, 2005. — 319 с. : ілюстр. — (Дитяча енциклопедія). — 5000 пр. — ISBN 966-03-2806-0
- Давній світ / А. А. Клімов, Н. А. Соломадіна. — Харків: Веста: Ранок, 2009. — 288 с. : ілюстр. ; 28 см. — (Велика ілюстрована енциклопедія). — ISBN 978-966-08-4103-1[6]
- Античний світ : повна ілюстрована енциклопедія / Джейн Бінгем, Фіона Чандлер, Джейн Чизолм ... [та ін.] ; пер. з англ. С. Бондарчук ... [та ін.]. - К. : Країна Мрій, 2007. -  399 c. : іл. -( Атласи та енциклопедії). - ISBN 0746051565.
- Антична міфологія: енциклопедія: пер. з фр. / Е. Лапорт, К. Естен ; худож. П. Бонтам, К. Брутен, Ф. Клеман. — Київ: Махаон-Україна, 2005. — 260 с. : ілюстр. — (Культура і традиції). — 3000 пр. — ISBN 966-605-582-1
- У світі прекрасного: ілюстрована енциклопедія для дітей: для мол. та серед. шк. віку / Ю. Ю. Полякова. — Харків: Веста: Ранок, 2006. — 128 с. : ілюстр. ; 26 см — (Я пізнаю світ). — 5000 пр. — ISBN 966-314-378-9
- Українська мова: дитяча енциклопедія / упоряд. А. М. Матвієнко ; худож. Г. П. Філатов. — Київ: Школа, 2004. — 384 с. : ілюстр. — (Серія «Я пізнаю світ»). — 10000 пр. — ISBN 966-661-254-2
- Українська література (до 20-х рр. ХХ ст.). Із вершин та низин: дитяча енциклопедія / В. О. Шевчук. — К. : Школа, 2006. — 592 с.: іл. — (Серія «Я пізнаю світ»). — ISBN 966-661-383-2 («Школа»). — ISBN 966-339-052-2 (НКП)
- Тварини: дитяча енциклопедія / авт.-упоряд. П. Р. Ляхов ; худож. О. В. Кардашук, О. В. Дєдова. — Київ: Школа, 2004. — 512 с. : ілюстр. — (Серія «Я пізнаю світ»). — 5000 пр. — ISBN 966-661-040-X
- Екологія: дитяча енциклопедія / Упоряд. О. Є. Чижевський, худ. В. В. Ніколаєв, худ. О. В. Кардашук, худ. О. В. Гальдяєва. — Київ: Школа, 2002. — (Серія «Я пізнаю світ»).
- Природа. Екологія: для дітей серед. шк. віку / авт.-упоряд. А. А. Ходоренко. — Х. : Фоліо, 2008. — 315 c. — (Серія «Дитяча енциклопедія»). — ISBN 978-966-03-4349-8
- Ботаніка: дитяча енциклопедія / Ю. М. Касаткіна. — К. : Школа, 2006. — 364 с.: іл. — (Я пізнаю світ). — ISBN 966-661-466-9 («Школа»). — ISBN 966-339-111-1 (НКП)
- Географія: дитяча енциклопедія / авт.-упоряд. В. А. Маркін ; худож. В. Л. Баришников, Л. Л. Сильянова. — К. : Школа, 2001. — 495 с.: іл. — (Серія «Я пізнаю світ»). — ISBN 966-661-009-4
- Географія України: дитяча енциклопедія / В. Ю. Пестушко. — К. : Школа, 2005. — 382 с.: іл. — (Серія «Я пізнаю світ»). — ISBN 966-661-439-1 («Школа»). — ISBN 966-339-245-2 (НКП)
- Міста світу: дитяча енциклопедія / О. О. Чекулаєва. — К. : Школа, 2005. — 432 с.: іл. — ISBN 966-661-295-X («Школа»). — (Серія «Я пізнаю світ»). — ISBN 966-339-128-6 (НКП)
- Астрономія: дитяча енциклопедія / авт.-упоряд. М. Я. Дорожкін ; худож. О. А. Рум'янцев, О. О. Васильєв. — Київ: Школа, 2006. — 400 с. : ілюстр. — (Серія «Я пізнаю світ»). — 2500 пр. — ISBN 966-661-440-5
- Астрономія: для дітей серед. шк. віку / авт.-упоряд. Д. А. Свєчкарьов. — Харків: Фоліо, 2013. — 318, [10] с. : іл. — (Шкільна бібілотека. Дитяча енциклопедія). — Бібліогр.: с. 308—315. — 1500 екз. — ISBN 978-966-03-6371-7. — ISBN 978-966-03-5965-9 (Шк. б-ка. Дит. енциклопедія)
- Космос: дитяча енциклопедія / авт.-упоряд. Т. Гонтарук. — К. : Школа, 2005. — 416 с.: іл. — ISBN 966-661-407-3 (Школа). — ISBN 966-339-160-Х (НКП)
- Всесвіт / авт. тексту М. Гарлік. — К. : Махаон-Україна, 2009. — 304 с. : кол. іл. — (Енциклопедичний путівник). — ISBN 978-966-605-903-4[7]
- Відкритий космос: наук.-попул. вид. : для дітей серед. та ст. шк. віку / О. Г. Стадник ; ред. Н. В. Бірічева. — Харків: Веста: Ранок, 2010. — 240 с. : ілюстр. ; 28 см — (Велика ілюстрована енциклопедія). — 3000 пр. — ISBN 978-966-08-4942-6
- Автомобілі: дитяча енциклопедія / В. І. Малов ; худож. В. М. Родін, Ю. А. Станішевський. — К. : Школа, 2006. — 336 с.: іл. — (Серія «Я пізнаю світ»). — ISBN 966-661-454-5 (Школа). — ISBN 366-339-157-Х (НКП)
- Світ таємниць і загадок: дит. енцикл. / Авт.-упоряд. Т. Пономарьова, Є. Пономарьов; Худож.: Ю. Станішевський та ін. — К. : Школа, 2002. — 396 с: іл. — (Серія «Я пізнаю світ»). — ISBN 966-661-080-9
- Енциклопедія загадкових явищ: для серед. та старш. шк. віку / Авт.-упоряд. Василь Петрович Товстий; Ред. Сергій Михайлович Крисенко.– Харків: Промінь, 2010.– 247 с. : іл.– 10000 пр. — ISBN 966-88263-3-6
- Чудеса світу: дитяча енциклопедія / авт.-упоряд. Н. З. Соломко ; худож. М. Є. Казак, Ю. А. Станішевський. — К. : Школа, 2001. — 496 с.: іл. — (Серія «Я пізнаю світ»). — ISBN 966-661-015-9
- Таємниці природи: дитяча енциклопедія / авт.-упоряд. О. А. Леонович ; худож. : А. О. Леонович, Ю. А. Станішевський. — Київ: Школа, 2003. — 416 с. : ілюстр. — (Серія «Я пізнаю світ»). — 10000 пр. — ISBN 966-661-209-7
- Живий світ: енциклопедія: пер. с англ. / Леслі Колвін, Емма Спієр; Пер. І. Андрущенко; Іл. Ізабель Боурінг, Сандра Фернандес, Іан Джексон. — К. : Перо, 2008. — 128 с. — 6000 пр. — ISBN 966-462-112-7
- Релігії: дитяча енциклопедія / авт.-упоряд. О. О. Могила, С. В. Чумаков. — К. : Школа, 2005. — 575 с.: іл. — (Серія «Я пізнаю світ»). — ISBN 966-661-401-4 («Школа»). — ISBN 966-339-159-6 (НКП)
- Чудеса світу : енциклопедія для дітей середнього шкільного віку / авт.-укл. С. В. Каплун ; худ.: Г. В. Беззубова, Л. Д. Киркач-Осипова. — Сімферополь: Таврида, 2012. — 317 с.
- Чудеса світу: сім чудес світу. Акрополь та Колізей. Пераміди та вежі. Храми та палаци. Міста та парки. Статуї та башти. Пошук нової сімки: енциклопедія для дітей серед. шк. віку / Укл. С. В. Каплун. — Харків: Фоліо, 2007.
- Чудеса світу: ілюстрована енциклопедія для дітей: для мол. та серед. шк. віку / А. А. Клімов. — Харків: Веста: Ранок, 2004. — 128 с. : ілюстр. — (Я пізнаю світ). — 5000 пр. — ISBN 966-314-379-7
- Природні пам'ятки світу: наук.-попул. вид. : для дітей серед. та ст. шк. віку / О. Г. Стадник. — Харків: Веста: Ранок, 2011. — 272 с. : ілюстр. ; 28 см — (Велика ілюстрована енциклопедія). — 2000 пр. — ISBN 978-966-08-5358-4
- Тварини і рослини світу: енциклопедія / Ред. О. Волосевич ; худож. О. Шингур. — Львів: Аверс, 2002. — 176 с. : іл. — ISBN 966-7466-38-8
- Енциклопедія тварин / О. Ф. Цеханська, Д. Г. Стрєлков. — Х. : Ранок, 2006. — 128 с.: іл. — ISBN 966-08-0765-1
- Тваринний світ: ілюстрована енциклопедія: для мол. та серед. шк. віку / упоряд. В. П. Товстий ; ред. С. М. Крисенко. — Харків: Промінь, 2005. — 304 с. : ілюстр. — 10000 пр. — ISBN 966-7991-73-3
- Тваринний світ України: енциклопедичний довідник / Руслан Васильович Шаламов, Олександр Анатолійович Литовченко. — Харків: ВД «Школа», 2006 . — 144 с. : іл. — ISBN 966-8182-40-5[8]
- Усі тварини України (за шкільною програмою) : енциклопедія. Класифікація тварин. Характерні ознаки. Ареал мешкання / Н. І. Савицька. - Х. : Торсінг плюс, 2008. - 384 с. - (Іду на урок). - ISBN 978-966-404-524-4
- Світ тварин: енциклопедія / О. Ф. Цеханська, Д. Г. Стрєлков ; ілюстр. М. А. Заремби. — Х. : Ранок, 2006 .— 319 с. : ілюстр. — — ISBN 966-08-0922-0
- Світ тварин: повна ілюстрована енциклопедія: для дітей 7-14 років / Ю. К. Школьник ; пер. з рос. М. Кордюмової, Т. Март ; худож. А. П. Воробйов, Ю. К. Золотарьова, І. Климовицька. — Київ: Країна Мрій, 2006. — 256 с. : ілюстр. ; 27 см — (Атласи та енциклопедії). — 5000 пр. — ISBN 966-8761-77-4
- Світ тварин п'яти континентів: популярна енциклопедія: пер. з рос. / Анатолій Володимирович Степура; Пер. Сергій Миколайович Клименко; Іл. Олена Костянтинівна Перепелиця.– Донецьк: ПКФ «БАО», 2007.– 832 с. : іл. — 15 000 пр. — ISBN 966-338-619-5
- Світ рослин: повна ілюстрована енциклопедія: для дітей 7-14 років / Ю. К. Школьник ; пер. з рос. Т. Єгорової ; худож. А. П. Воробйов, Ю. К. Золотарьова, Ю. К. Школьник. — Київ: Країна Мрій, 2006. — 272 с. : ілюстр. — (Атласи та енциклопедії). — 5000 пр. — ISBN 966-8761-76-6
- Рослини України / Ю. Г. Гамуля ; за ред. канд. біол. наук О. М. Утєвської. — Х. : Pelican, 2011. — 207 с. : іл. — (Україна. Учора, сьогодні, завтра). — Бібліогр.: с. 207. — 3000 пр. — ISBN 978-966-312-720-0 (серія). — ISBN 978-966-180-163-8. У вих. дан. видавн. будинок «Фактор».
- Природа України. Світ тварин / О. Ф. Цеханська ; ред. Г. О. Шандриков, Д. А. Шабанов. — Х. : [Фактор], 2009. — 220 с.: фотоіл. — (Серія «Україна. Учора, сьогодні, завтра»). — Альтернативна назва: Природа України (назва обкл.). — ISBN 978-966-312-720-0 (Серія). — ISBN 978-966-312-889-4
- Козацька енциклопедія для юнацтва: кн. ст. про іст. буття укр. козацтва / О. М. Апанович; упорядкув., текстол. підготов. О. Яремійчук; наук, ред., авт. післямови Ю. Мицик. — К.: Веселка, 2009.
- Джунглі Азії: ілюстрована дитяча енциклопедія / О. Ф. Цеханська, Д. Г. Стрєлков. — Х. : Видавничий будинок «Фактор», 2006. — 112 с.: іл. — (Живі скарби природи). — ISBN 966-312-436-9 (серія). — ISBN 966-312-438-5
- Земля : [ілюстрована енциклопедія] / гол. ред. Джеймс Ф. Лер. - [Україна] : ТОВ "Школа," 2004. -  520 c. : іл., карти, портр. - ISBN 9666613190.
- Моя планета — Земля: ілюстрована енциклопедія для дітей: для мол. та серед. шк. віку / А. Й. Сиротенко. — Харків: Веста: Ранок, 2006. — 128 с. : ілюстр. ; 26 см — (Я пізнаю світ). — 4000 пр. — ISBN 966-314-605-2
- Енциклопедія школяра. Таємничий світ планети: для дітей серед. та ст. шк. віку / уклад. Батій Я. О. — Х. : Пегас, 2014. — 111 с. : іл. ; 29 см. — (Серія «Цікавий світ», ISBN 978-617-7131-33-4). — На паліт. та тит. арк.: Виховуємо особистість. — 1 500 пр. — ISBN 978-966-913-027-3
- Всесвітні катастрофи: наук.-попул. вид. : для дітей серед. та ст. шк. віку / О. Г. Стадник. — Харків: Веста: Ранок, 2010. — 248 с. : ілюстр. ; 28 см — (Велика ілюстрована енциклопедія). — 3000 пр. — ISBN 978-966-08-4869-6
- Коли планета божеволіє: природні катастрофи: нова илюстрована енциклопедія / О. Г. Стадник ; ред. Н. В. Бірічева. — Харків: Веста: Ранок, 2011. — 224 с. : ілюстр. ; 28 см — 2000 пр. — ISBN 978-966-08-5515-1
- Стихії природи: шкільна енциклопедія: для серед. шк. віку / О. Г. Стадник. — Харків: Ранок, 2011. — 96 с. : іл. — 2000 пр. — ISBN 978-617-540-019-7
- Що всередині… Енциклопедія природи: довідкове видання: для серед. та ст. шк. віку / С. Паркер ; пер. з англ. А. Мішти. — Київ: Країна Мрій, 2013. — 152 с. : іл. — 2000 пр. — ISBN 978-617-538-201-1
- Дітям про все на світі: популярна енциклопедія: для мол. та серед. шк. віку. Кн.4 / ред. Г. В. Біляєва ; худож. П. В. Мірончик. — Харків: Белкар-книга, 2006. — 192 с: ілюстр. — 7000 пр. — ISBN 966-8816-22-6
- Дитяча енциклопедія від А до Я: для серед. шк. віку / С. Паркер та ін. ; пер. з англ. Д. Новікова. — К. : Перо, 2008. — 255 с.: іл. — ISBN 978-966-462-085-4 (укр.). — ISBN 1-84236-368-9 (англ.)
- Світ людини: повна ілюстрована енциклопедія: для серед. і ст. шк. віку / Ю. К. Школьник ; худож. А. П. Воробйов, Ю. К. Золотарьова, Г. А. Мацигін. — Київ: Країна Мрій, 2005. — 256 с. : ілюстр. — 5000 пр. — ISBN 966-8761-35-9
- Таємниці людини: дитяча енциклопедія / Б. Ф. Сергєєв. — К. : Школа, 2004. — 365 с.: іл. — (Я пізнаю світ). — ISBN 966-661-247-X
- Уроки сексології : дитяча енциклопедія. - К. : Школа, 2006. -  364 с. : рис. -( Серія " Я пізнаю світ"). - ISBN 9666614049.
- Енциклопедія знань для школярів: біологія людини / В. І. Щенников ; пер. І. Г. Данилюк. — Донецьк: ТОВ ВКФ «БАО», 2007. — 320 с.: іл. — ISBN 978-966-338-779-6 (укр.). — ISBN 978-966-338-602-7. (рос.)
- Енциклопедія знань: мудрість, факти, відкриття. — К. : Національний книжковий проект, 2011. — 640 с. : іл. — (Кишенькова серія). — ISBN 978-966-339-904-1[9]
- Світ науки: повна ілюстрована енциклопедія: пер. з англ. / Уклад. Гіларі Берд; Пер. Ольга Здір.– К. : Країна мрій, 2008. — 256 с. : кол. іл. — (Атласи та енциклопедії) — 4 000 пр. — ISBN 966-424-110-3
- Сексуальна енциклопедія для підлітків / С. В. Суханов, Є. Г. Орлова. — Х. : Вид. група «Основа», 2008. — 91, [5] с. : іл., табл. ISBN 978-966-333-816-3.

(PDF)
- Я пізнаю світ. Уроки сексології: Дитяча енциклопедія / Земфіра Абдулівна Бадірова, Анастасія Володимирівна Козлова; Худож. О. А. Герасіна.– К. : Школа, : НКП, 2006.– 364 с.– (Я пізнаю світ). — 2500 пр. — ISBN 966-661-404-9
- Секрети твого успіху. Етикет і мистецтво спілкування: енциклопедія для серед. шк. віку: Пер. з рос. / А. Єланська. — К. : Махаон-Україна, 2006. — 192 с.: іл. — ISBN 966-605-669-0 (укр.). — ISBN 5-18-000901-4. (рос.)
- Енциклопедія юного художника / Віктор Запаренко. — К. : Національний книжковий проект, 2010. — 240 с. : іл. — 3000 пр. — ISBN 978-966-339-402-2